# Scheppingsverhaal (Genesis)

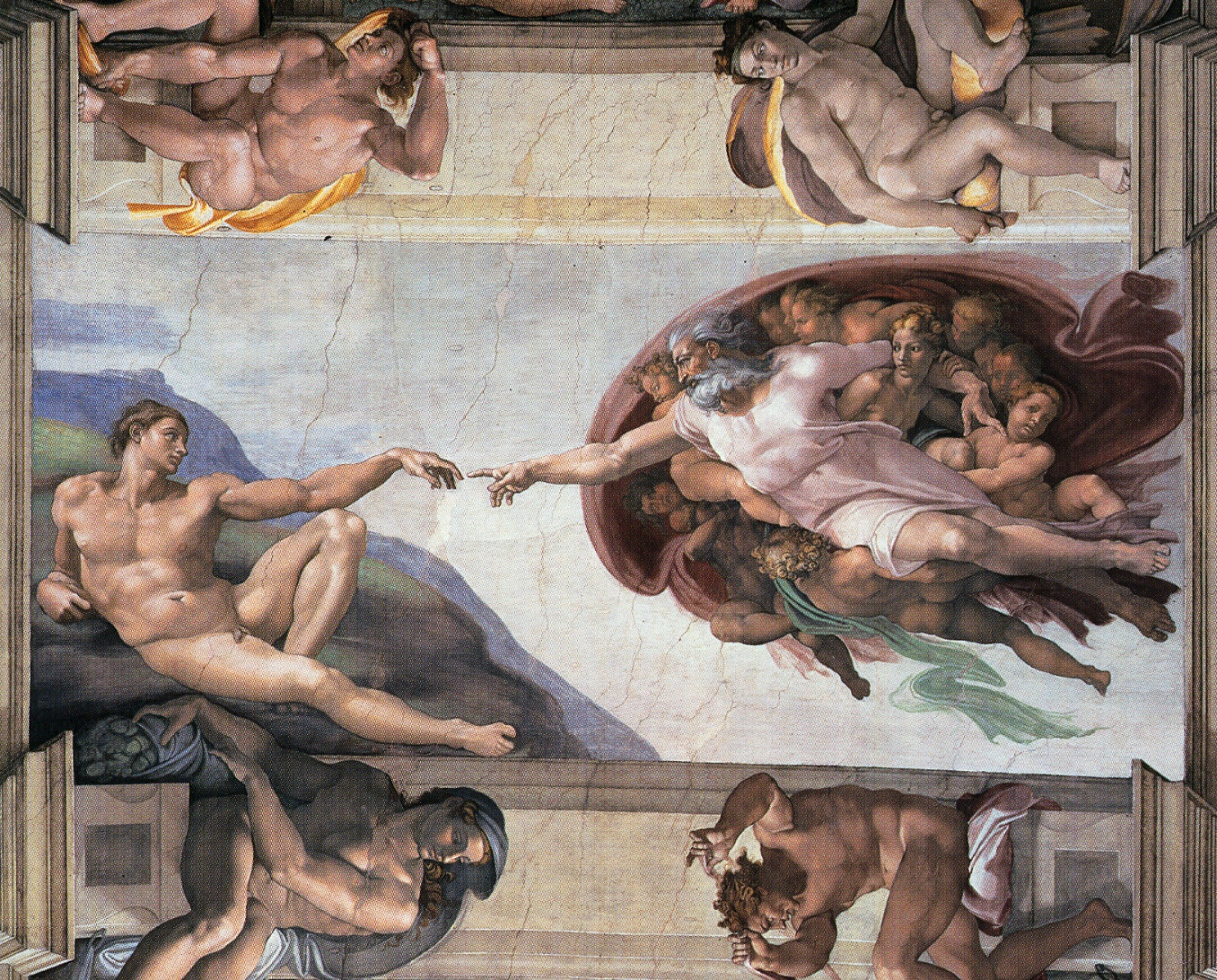
Close-up van De schepping van Adam - fresco van Michelangelo in de Sixtijnse Kapel

De Hebreeuwse Bijbel begint met twee scheppingsverhalen, waarin God de wereld inclusief alle dieren, planten en de mens schiep. De twee verhalen beslaan grofweg hoofdstuk 1 en 2 van Genesis.

## De scheppingsverhalen
Het eerste verhaal beslaat Genesis 1:1 - 2:3, het tweede verhaal 2:4 - 2:24. Tegenwoordig wordt het tweede verhaal als het oudste beschouwd, mede naar aanleiding van de inzichten die ontstonden door de documentaire hypothese. De literair-historische biografie van het eerste mensenpaar in Genesis 1-5 bestaat uit in elkaar overlopende en overlappende verhalen over hun ontstaansgeschiedenis, waarbij oorspronkelijk ieder verhaal afzonderlijk ontstond in een fase van de ontstaansgeschiedenis van de Pentateuch.

### Genesis 1
Genesis begint met de woorden "In het begin schiep God de hemel en de aarde", wat als een inleidende samenvatting kan worden gezien of als een beschrijving van gebeurtenissen die voorafgingen aan de scheppingsweek. Hierop volgt een beschrijving van zes scheppingsdagen. Elke scheppingsdaad begint met een scheppingswoord van God, "God zei: …". Op de 1ste, 2de, 4de en 5de dag vindt steeds één scheppingsdaad plaats, alleen op de 3de en 6de dag vinden twee scheppingsdaden plaats op één dag. Elke scheppingsdag eindigt met de woorden "Het werd avond en het werd morgen. De eerste (tweede, derde, …) dag".
Vers 2 beschrijft de aarde als een onherbergzame woestenij, "woest en doods" - een watervloed waarover Gods adem of Gods Geest (roeach) zweefde. Het Hebreeuwse woord voor "adem" is hetzelfde als het woord voor "geest".
De schepping heeft volgens Genesis 1 als volgt plaatsgevonden:
| Scheppingsdag | Gebeurtenis |
| ------------- | --- |
| Dag 1         | God scheidde licht en duisternis. Het licht noemde Hij dag, de duisternis noemde Hij nacht. |
| Dag 2         | God schiep het hemelgewelf, het uitspansel, dat de watermassa onder het gewelf scheidde van het water erboven. |
| Dag 3         | God liet het water samenvloeien. Het droge noemde Hij aarde, het samengestroomde water noemde Hij zee. Voorts liet God zaadvormende planten en bomen ontkiemen. |
| Dag 4         | God schiep de lichten aan het hemelgewelf, zon, maan en sterren als markering voor seizoenen, dagen en jaren. Het grote licht (de zon) om over de dag te heersen, het kleine (de maan) om over de nacht te heersen. |
| Dag 5         | God liet het water wemelen van levende wezens, en boven de aarde liet Hij vogels vliegen. En God zegende hen, opdat de vogels en de vissen talrijk zouden worden. |
| Dag 6         | God schiep de landdieren: het vee, kruipende dieren en wilde dieren. Vervolgens besloot God de mens te maken, naar Zijn evenbeeld, om heerschappij te voeren over alle andere schepselen. God schiep eerst de mens (als hem) en in tweede instantie als man en vrouw (hen). Hij zegende ze met de woorden, "Wees vruchtbaar en word talrijk" en heers over de vissen, vogels en alle dieren die op aarde rondkruipen. Aan het eind van deze dag, na de schepping van de mens, staat er "God keek naar alles wat Hij had gemaakt en zag dat het zeer goed was." |
| Dag 7         | Op de zevende dag was Gods schepping voltooid, en rustte Hij. Die dag wordt door God heilig verklaard. |

De eerste zes scheppingsdagen, behalve dag 2, worden afgesloten met de woorden "En God zag dat het goed was". De zevende dag wordt niet afgesloten. Volgens sommigen impliceert dit dat wij mensen leven op de zevende dag. Volgens anderen bestaan alle zeven dagen uit letterlijke dagen en is dus ook de zevende dag gewoon voorbij gegaan toen het avond werd en morgen werd.

#### Literair-historische context
Het scheppingsverhaal in Genesis 1 is onderdeel van de Priestercodex en ontstond in de tijd van net na de Babylonische ballingschap, vermoedelijk mede ingegeven door culturele invloeden van de Mesopotamische scheppingstradities. In tegenstelling met die tradities stelt Genesis 1 dat de door Gods performatieve woord geschapen wereld "zeer goed" was (Genesis 1:31) niet meer woest en ledig zoals in het begin (Genesis 1:2) maar een goedgeordende kosmos, waarin dag en nacht (Genesis 1:3-5) en de sterren (Genesis 1:14-17) de tijd ordenen en lucht, water en aarde de leefwerelden voor de lucht-, water- en landdieren en ook de mens beschikbaar stelden.
De tekst bevat meerdere repeterende, formule-achtige uitdrukkingen ("En God zei", "en zo gebeurde het", "en God zag dat het goed was", "en het werd avond en het werd morgen. De …e dag"). Deze tonen welke scheppingswerken als nauw of minder nauw samenhangend werden beschouwd. Zo werden de waterdieren en vogels als één scheppingswerk beschouwd, terwijl ze verschillende leefwerelden bevolken (Genesis 1:20-23). De planten golden als afzonderlijk scheppingswerk, maar werden met de zee en de aarde op de derde dag geschapen, terwijl juist zij de aarde tot een bewoonbare plaats moesten maken (Genesis 1:9-13). De landdieren en de mens golden als een afzonderlijk scheppingswerk, maar werden op dezelfde dag geschapen, omdat zij dezelfde leefwereld delen. Daarom moest ook nauwkeurig worden bepaald wie wat mocht eten (Genesis 1:24-31). Van alle schepsels wordt alleen van de mens - "mannelijk en vrouwelijk" - gezegd dat deze "als Gods evenbeeld" werd geschapen en als heerser van de dieren aangesteld (Genesis 1:26-28). Er is een omgekeerd parallellisme aan te wijzen in de manier waarop verteld wordt hoe God eerst de aarde vormde en toen vulde en hoe vervolgens de mens geroepen werd om eerst de aarde te vullen en dan te ordenen.
Na zes dagen scheppingswerk "rustte" (שָׁבַת šāvat) God op de zevende dag en heiligde deze (Genesis 2:2-3) – de etiologie van de Sjabbat. Het vervolg in de Priestercodex laat zien dat de wereld niet "heel goed" bleef, maar "door en door slecht" werd (Genesis 6:12). God reageerde met de zondvloed en herhaalde verschillende bepalingen uit Genesis 1 (Genesis 9:1-7).> Dit betrof vooral de verhouding tussen mens en dier – het doden van dieren was vanaf dit moment toegestaan (Genesis 9:3) – maar de mens bleef "Gods evenbeeld" (Genesis 9:6).

### Genesis 2
Het scheppingsverhaal in Genesis 2 is het eerste deel van de "Jeruzalemse paradijsoverlevering":

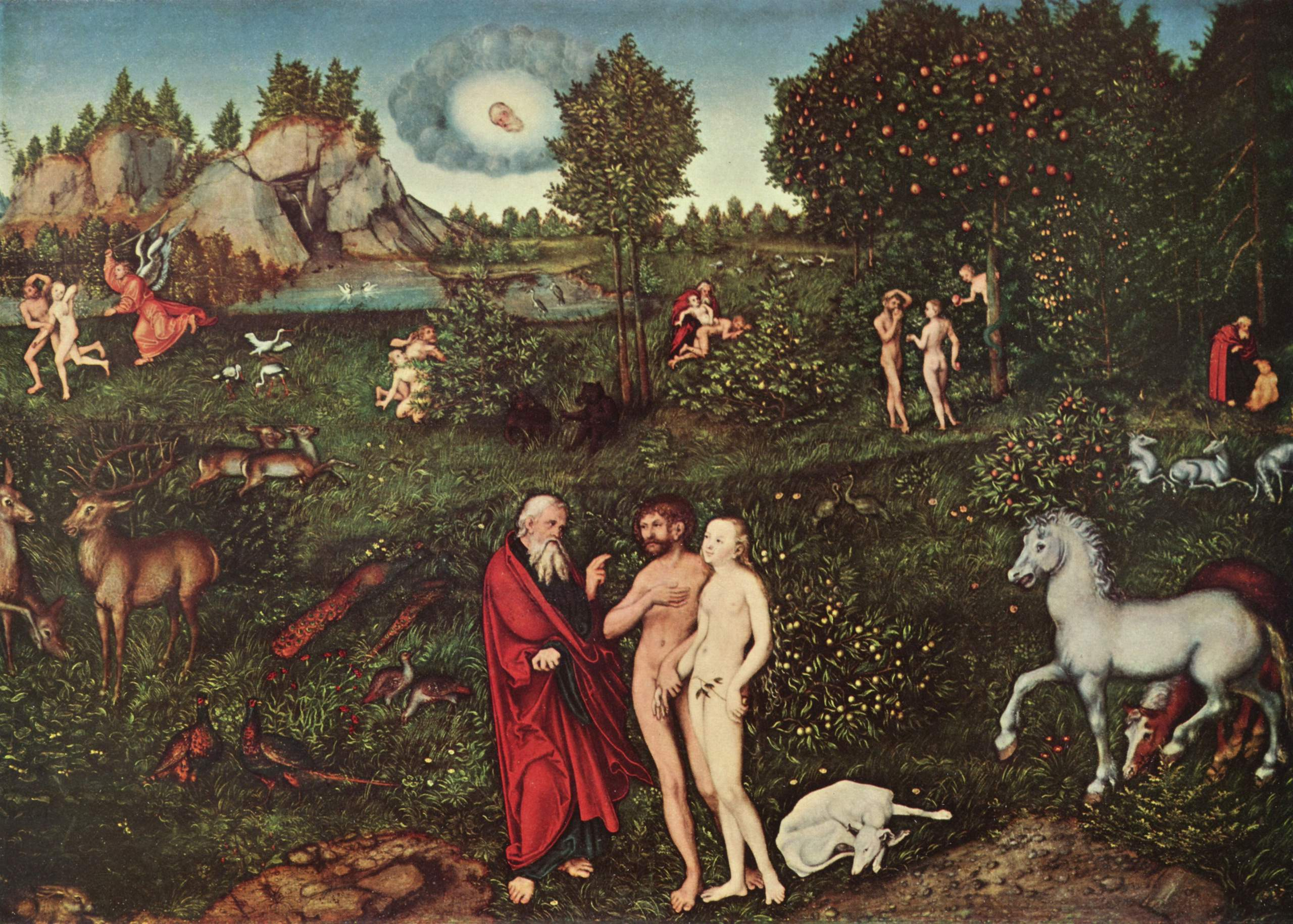
Adam en Eva in de Hof van Eden

Volgens de paradijsvertelling schiep God de hemel en aarde, maar was er op de hele aarde nog geen plant of struik opgeschoten, want het had nog niet geregend en er waren nog geen mensen om de aarde te bewerken. Uit de aardbodem maakte Hij de mens en plantte een tuin in Eden in het oosten. In het midden stond de boom des levens en er groeide ook een boom van de kennis van goed en kwaad. Hij zette de mens in de tuin en verbood hem te eten van de boom van kennis van goed en kwaad.
God vond het niet goed dat de man alleen zou blijven en wilde een helper voor hem maken. Daarom maakte God alle in het wild levende dieren en vogels. De mens kreeg als taak alle dieren een naam te geven, dus God bracht alle dieren voor de mens, maar een helper vond deze niet. Daarom liet God de mens in een diepe slaap vallen, nam een rib weg en maakte daarvan een vrouw. De mens herkende haar als 'zijn eigen gebeente en zijn eigen vlees'. De man en vrouw waren naakt, maar schaamden zich niet.

#### Literair-historische context

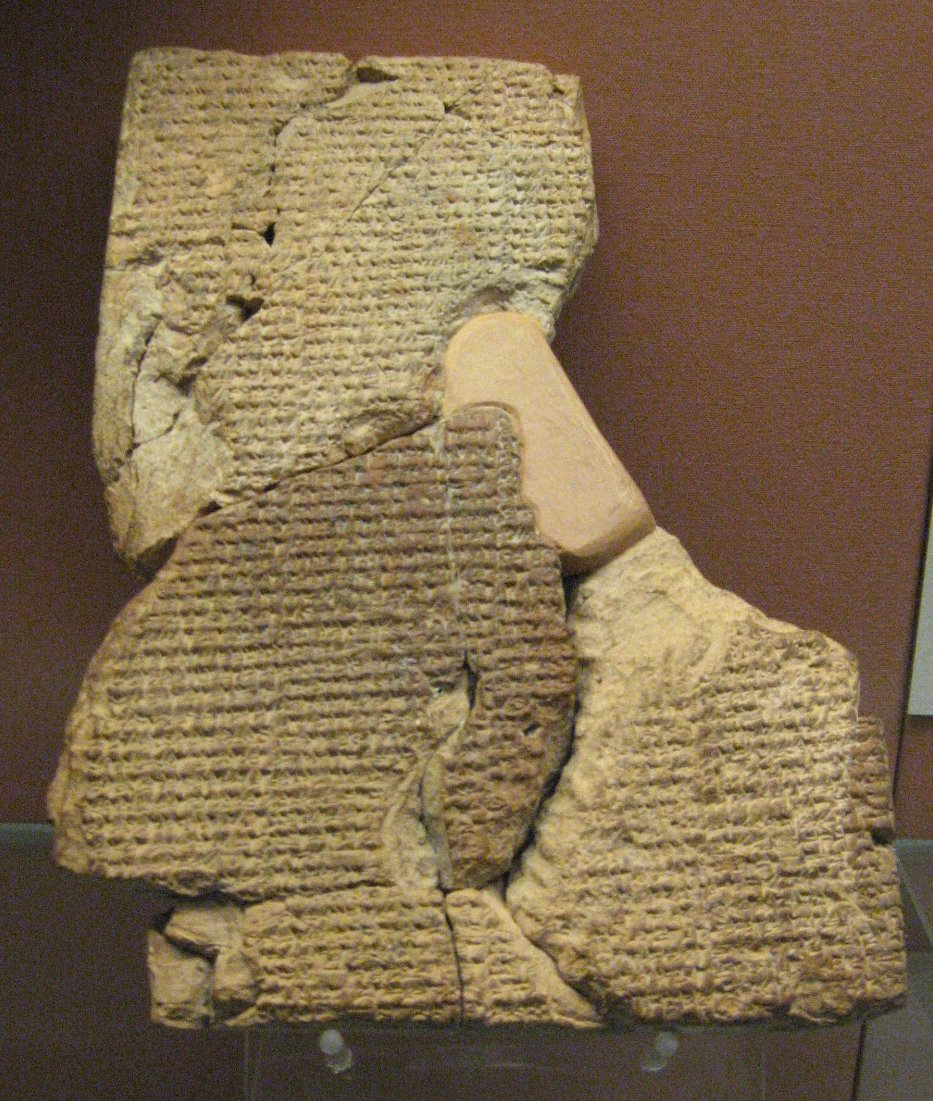
Genesis heeft parallellen met Mesopotamische mythes,, zoals het Atrahasis-epos.

In het oudere scheppingsverhaal (Genesis 2-3) verwerkte de Jahwist de "Jeruzalemse paradijsoverlevering" uit de koningstijd. In dit verhaal maakte JHWH de eerste mens Adam (אָדָם ’ādām, "mens(heid)") uit aarde-achtige materie en bracht deze door het inblazen van levensadem tot leven (Genesis 2:7) De fysisch aarde-achtige samenstelling van de mens kenmerkt de mens vanaf het begin als sterfelijk, ook al ontvouwt de oude paradijsoverlevering zelf het thema sterfelijkheid niet als antropologisch thema. Het verbindende element ligt in de roodbruine huidskleur van de mens. Genesis 2:7 en 3:19 lijken een verband te leggen met ’ădāmāh ("aarde", "aardbodem") (vergelijk het Akkadische adamātu, "donkere, rode aarde") en kenmerken de mens daarmee als "aardling".
In de goddelijke tuin Hof van Eden verlangde de mens 'als goden te zullen zijn' en 'kennis te hebben van goed en kwaad' (Genesis 3:15), die hij vervolgens buiten de tuin moest bewijzen (Genesis 3:23). Conceptueel berust de overlevering op een ontstaan van de mens in twee fases, waarbij de mens eerst als natuurwezen werd geschapen maar daarna door het toe-eigenen van 'godgelijkheid' en 'kennis van goed en kwaad' een cultuurwezen werd - een thema dat in de oude oriëntaalse overleveringen veelvuldig opduikt.

### De verhalen vergeleken
In de onderstaande tabel worden de twee scheppingsverhalen in Genesis aan de hand van verschillende aspecten met elkaar vergeleken:
|                       | Jahwist                                                                                    | Priestercodex                                                                        |
| --------------------- | ------------------------------------------------------------------------------------------ | ------------------------------------------------------------------------------------ |
| Tekst                 | Genesis 2:4 - 2:24                                                                         | Genesis 1:1 - 2:3                                                                    |
| Ontstaansperiode      | Traditioneel ca. 900 v.Chr., omstreden                                                     | Ca. 550 v.Chr.                                                                       |
| Plaats van ontstaan   | Israël                                                                                     | Babylon (tijdens de ballingschap) of na de ballingschap in Jeruzalem                 |
| Oertoestand           | Akkergrond, woestenij, droog land                                                          | Leegte, duisternis, oerzee                                                           |
| Duur                  | 1 dag/onduidelijk                                                                          | 6 dagen                                                                              |
| Water                 | Levengevend, vruchtbaar                                                                    | Oerzee, drogend (?)                                                                  |
| Schepping van de mens | Eerst een man, aan het einde een vrouw uit de rib van de man Eerst lichaam, dan levensadem | Niet nader genoemd aantal, mannen en vrouwen tegelijk aan het einde van de schepping |
| Mens                  | Man als bebouwer en pachter, dan de vrouw als hulp                                         | Mannen en vrouwen als heersers over de dieren                                        |
| Dieren                | Tegenover de mensen gesteld                                                                | Om door de mensen te worden gebruikt                                                 |
| Sterren               | (Geen nadere aanduiding)                                                                   | Scheiden dag en nacht, maken kalender mogelijk                                       |
| Schepping door        | Door de handwerkdaad (Genesis 2:7)                                                         | Woord (Genesis 1:3) en daad                                                          |

## Religieuze interpretaties
De interpretaties over de ontstaansgeschiedenis van het scheppingsverhaal of -verhalen van Genesis kunnen volgens oudtestamenticus Eric Peels grofweg in drie belangrijke visies worden onderscheiden: 
1. Genesis 1 moet als een mytisch-poetische tekst worden gelezen. Hierbij doet de tekst geen historische claims.
2. Genesis 1 moet letterlijk-historisch verstaan worden. Bij deze lijn van uitleg is de band met de historie dus rechtstreeks en maximaal.
3. Genesis 1 moet als een historische tekst worden verstaan, waarbij recht wordt gedaan aan de specifiek literaire vorm. Met historisch wordt niet in de moderne zin van het woord een exact-historische tekst bedoeld.[12]

Philo van Alexandrië meende dat God alles in één moment geschapen had en zes dagen als metaforisch moest worden verstaan. Ook Origenes en Augustinus van Hippo waren van mening dat God de wereld in één moment geschapen had. Genesis 1 is een uitdrukking om Gods schepping aan eenvoudige mensen duidelijk te maken.
In veel joods-christelijke kringen werd en wordt het Bijbelse scheppingsverhaal gezien als een historische beschrijving van het ontstaan van het universum en het leven op aarde. Ten tijde van de Verlichting ontstonden er (opnieuw) interpretaties die de tekst als allegorisch of symbolisch opvatten, of als een poëtische weergave van de grootsheid van Gods scheppingsdaden.
Mede vanwege wetenschappelijke inzichten zoals de evolutietheorie beschouwt tegenwoordig vrijwel iedere exegeet en historicus het verhaal van de scheppingsweek als een zuiver theologische tekst die spreekt over de relatie tussen God en de schepping. Binnen die opvatting is de vraag naar de historiciteit, vanuit de tekst gezien, niet de belangrijkste vraag.
Niettemin kent de (vrijwel) letterlijke interpretatie nog steeds een aanzienlijk aantal aanhangers. Het aanhangen van een (vrijwel) letterlijke interpretatie gaat samen met creationisme en is een vorm van christenfundamentalisme.

### Liberale interpretatie
Een meerderheid van de historici en Bijbelexegeten hanteert deze opvatting. Vooral diegenen onder hen met een (meer) liberaal-gelovige of niet-gelovige inslag en het Rooms-Katholieke leergezag zijn deze toegedaan.
Volgens deze interpretatie zijn de Bijbelse scheppingsverhalen een nieuwe variant binnen de eeuwenoude tendens van scheppingsverhalen die zich wereldwijd ontwikkelen. Genesis 1 is afkomstig uit een andere traditie binnen het Joods volk, namelijk die van de Priestercodex. De aanduiding voor “God” is in dit verhaal het Hebreeuwse woord “Elohim” en in Genesis 2 (vanaf vers 4) is dat “JHWH”. Genesis 2 komt uit een Jahwistische traditie die van een andere orde is waarmee het verschil in taalgebruik wordt verklaard. Beide verhalen zijn op een kunstmatige wijze samengebracht vanaf ongeveer de 6e eeuw voor Christus wat een verklaring vormt voor hun tegenstrijdigheid: het ene maakt er namelijk melding van dat de mens geschapen is ná de dieren (Genesis 1), het andere dat de mens geschapen is vóór de dieren (Genesis 2). Bovendien zijn de Bijbelse scheppingsverhalen maar twee van de honderden die in de geschiedenis van de mensheid tot ontwikkeling zijn gekomen; in feite zijn dit de eerste verklaringspogingen over het ontstaan van het heelal en de mens.

### Letterlijk historische opvatting
Bij de letterlijke historische uitleg van Genesis 1 en 2 gaat men er vanuit dat het zo gebeurd is als het zich aandient. Men erkent wel poetische elementen in deze twee hoofdstukken, maar die maken de uitleg niet minder letterlijk. Binnen dit interpretatiemodel zijn er verschillende varianten: 
1. De hiaattheorie, die stelt dat tussen Genesis 1:1 en 1:2 (of 1:3) een miljoenen jaren lange periode ligt.
2. De dag-tijdperk theorie, die stelt dat de dagen van Genesis 1 moeten worden opgevat als (geologische) tijdperken
3. De theorie waarin God ingrijpt in de schepping, maar er tussen dit ingrijpen miljoenen jaren liggen.[14]

#### Scheppingsdatum
In de orthodoxe, letterlijke interpretatie van het scheppingsverhaal is ook getracht een exacte datum van het scheppingsmoment te bepalen op basis van de tekst en in relatie tot de overige gebeurtenissen in de Bijbel.
De Hebreeuwse tekst van de Hebreeuwse Bijbel wijkt op onderdelen af van de Griekse vertaling Septuagint. In de joodse jaartelling wordt de Hebreeuwse tekst als uitgangspunt voor haar jaartelling gehanteerd. Zij komen daardoor tot de scheppingsdatum 6 september 3761 v.Chr. Als de Septuagint als uitgangspunt wordt genomen om een Bijbelse tijdlijn vast te stellen komt men voor het jaar van de schepping uit op of voor het jaar 4046 v.Chr.
De 17e-eeuwse geestelijke James Ussher, aartsbisschop van het Ierse Armagh, heeft eveneens een dergelijke berekening uitgevoerd en stelde op grond daarvan dat de aarde om 6 uur 's avonds op zaterdag 22 oktober 4004 v.Chr. zou zijn geschapen.

## Doorwerking
Psalm 104, Johannes 1:1-5 en Handelingen 17:24-26 verwijzen naar dit scheppingsverhaal.